# باول مارتيني
باول مارتيني هو متزلج فني كندي، ولد في 2 نوفمبر 1960 في Weston, Toronto ‏ في كندا.

## وصلات خارجية
- باول مارتيني على موقع اللجنة الأولمبية الدولية (الإنجليزية)
- باول مارتيني على موقع أوليمبيديا (الإنجليزية)
- باول مارتيني على موقع اللجنة الأولمبية الكندية (الإنجليزية)
- باول مارتيني على موقع قاعة كندا للمشاهير الرياضية (الإنجليزية)
- باول مارتيني على موقع IMDb (الإنجليزية)